# 38 Boötis
38 Boötis (h Boötis) é uma estrela na direção da Boötes. Possui uma ascensão reta de 14h 49m 18.68s e uma declinação de +46° 06′ 59.0″. Sua magnitude aparente é igual a 5.76. Considerando sua distância de 153 anos-luz em relação à Terra, sua magnitude absoluta é igual a 2.41. Pertence à classe espectral F7IVw.